# MYO1G
MYO1G是一个位于人类17号染色体上的基因，编码一种隶属肌凝蛋白超家族的蛋白肌凝蛋白-Ig（Myosin-Ig）。MYO1G编码的肌凝蛋白-Ig是一种非典型的肌凝蛋白，与编码肌凝蛋白-1的MYH1是两种不同的基因。
MYO1F基因在T细胞、B细胞，以及肥大细胞中基因表达表达水平较高。